# 安德烈亞斯·斯科烏·奧爾森
安德烈亞斯·斯科烏·奧爾森（丹麥語：Andreas Skov Olsen，1999年12月29日—），丹麥足球運動員，司職翼鋒，現效力德甲球會禾夫斯堡。丹麥國家足球隊成員。

## 俱樂部生涯
奧爾森12歲加入北西蘭青訓營。 2017年7月23日，17歲的奧爾森在北西蘭對陣布隆德比的比賽中替補出場完成首秀。
意甲博洛尼亚官方宣佈，球隊以600萬歐元的價格正式簽下了奧爾森。
2019/20賽季和2020/21賽季，奧爾森代表球隊在意甲出場52次，攻入3球。

## 國家隊生涯
奧爾森在2019年歐洲U-21足球錦標賽表現出色，他為丹麥U21貢獻了一球一助攻。
2020年10月7日，奧爾森在丹麥對陣法羅群島的友誼賽中完成國家隊首秀。 2021年5月，奧爾森入選丹麥國家隊參加2020年歐洲杯26人大名單。
在丹麥客場4-0戰勝摩爾多瓦的2022年世界盃外圍賽，奧爾森傳射建功。

## 外部連結
- Soccerway資料庫：安德烈亞斯·斯科烏·奧爾森
- Andreas Skov Olsen （页面存档备份，存于） at DBU